# Alec Newman
Mark Alec Newman (Glasgow, 27 november 1974) is een Schots acteur en stemacteur. 

## Biografie
Newman werd geboren in Glasgow bij een vader die lid is van de Schotse muziekband The Marmalade. Op driejarige leeftijd verhuisde hij met zijn familie naar Londen. Zijn droom was om professioneel voetballer te worden, een gebroken been maakte echter een einde aan zijn droom en besloot toen om acteur te worden. Newman leerde het acteren aan de National Youth Theatre en London Academy of Music and Dramatic Art, beide in Londen. 
Newman begon in 1996 met acteren in de televisieserie Lloyds Bank Channel 4 Film Challenge, waarna hij nog meerdere rollen speelde in televisieseries en films.

## Filmografie

### Films
Uitgezonderd korte films.
- 2024 Winnie-the-Pooh: Blood and Honey 2 - als Alan Robin
- 2024 The Hunted - als Vlad
- 2023 The Boys in the Boat - als Harry Rantz
- 2022 Chevalier - als Poncet
- 2021 Code of Silence - als Wright
- 2018 The Marine 6: Close Quarters - als Patrick Dillon
- 2018 Where Hands Touch - als Juttner
- 2017 The Snowman - als Mould Man
- 2016 The Head Hunter - als John Nelson
- 2014 Greyhawk - als Mal
- 2011 A Lonely Place to Die - als Rob
- 2011 National Theatre Live: King Lear - als Edmund
- 2009 Moonlight Serenade - als Nate Holden
- 2007 The Gene Generation - als Christian
- 2007 The Fifth Patient - als dr. Stevenson
- 2007 Reichenbach Falls - als Jim Buchan
- 2005 Four Corners of Suburbia - als Benjamin Winters
- 2005 Dark Shadows - als Barnabas Collins
- 2005 Constellation - als Kent Seras
- 2003 Bright Young Things - als Tiger
- 2003 The Principles of Lust - als Paul
- 2003 The Death of Klinghoffer - als jonge Benjamin
- 2002 Night Flight - als jonge 'Flash' Harry Peters
- 2002 Long Time Dead - als Liam
- 1999 G:MT Greenwich Mean Time - als Charlie

### Televisieseries
Uitgezonderd eenmalige gastrollen.
- 2024 Protection - als Edward Crowther - 2 afl.
- 2023 The Nurse - als Nils Lunden - 4 afl.
- 2022 Karen Pirie - als Ziggy Malkiewicz sr. - 2 afl.
- 2021 Shetland - als Niven Guthrie - 5 afl.
- 2021 Love in the Lockdown - als Giovanni - 8 afl.
- 2021 Unforgotten - als Mark Tomlinson - 3 afl.
- 2020 The Harrowing - als pastoor McKenna - 8 afl.
- 2019 Strike Back - als Pavel Kuragin - 10 afl.
- 2018 Eullenia - als Marcus Hammond - 3 afl.
- 2017 Fearless - als Tony Pullings - 5 afl.
- 2016 Him - als Ross Brodie - 3 afl.
- 2015 The Bastard Executioner - als Leon Tell - 9 afl.
- 2015 The Last Kingdom - als koning Aethelred - 2 afl.
- 2014 Lewis - als Graham Lawrie - 2 afl.
- 2014 Rogue - als Ray Williams - 10 afl.
- 2014 24: Live Another Day - als Kevin Cordero - 2 afl.
- 2011-2013 Waterloo Road - als Michael Byrne - 47 afl.
- 2010 Casualty - als Robert Ludlow - 9 afl.
- 2009 Hope Springs - als Euan Harries - 8 afl.
- 2004 Star Trek: Enterprise - als Malik - 3 afl.
- 2004 Frankenstein - als Victor Frankenstein - 2 afl.
- 2004 Angel - als Drogyn - 2 afl.
- 2003 Children of Dune - als Paul Atreides / Muad'Dib - 3 afl.
- 2001-2002 Judge John Deed - als Heathcote Machin - 2 afl.
- 2000 Dune - als Paul Atreides / Muad'Dib - 3 afl.
- 1998 Silent Witness - als Nick Arnold - 2 afl.
- 1997 Rag Nymph - als Ben - 3 afl.

### Computerspellen
Selectie:
- 2024 Dragon Age: The Veilguard - als Warden Rhodri
- 2024 Star Wars: Outlaws - als Surat Nuat
- 2023 Alan Wake II - als Vladimir Blum / Gil Davis
- 2022 Lego Star Wars: The Skywalker Saga - als diverse stemmen
- 2022 Horizon Forbidden West - als Blameless Marad
- 2022 Dying Light 2: Stay Human - als Aitor
- 2020 Cyberpunk 2077 - als diverse stemmen
- 2020 Assassin's Creed Valhalla - als Walla
- 2017 Star Wars: Battlefront II - als Kram Namwen
- 2016 Steep - als Nate Smith
- 2016 Battlefield 1 - als stem
- 2016 Hitman - als stem
- 2015 Assassin's Creed: Syndicate - Jack the Ripper - als Jack the Ripper
- 2015 Assassin's Creed Syndicate - als Jack
- 2015 Dragon Age: Inquisition - Trespasser - als stem
- 2015 Final Fantasy XIV: Heavensward - als Lahabrea
- 2015 The Witcher 3: Wild Hunt - als Graden
- 2015 Assassin's Creed: Unity - Dead Kings - als stem
- 2014 Dragon Age: Inquisition - als Jaws of Hakkon DLC
- 2014 Assassin's Creed Unity - als revolutieleider
- 2014 Divinity: Original Sin - als stem
- 2013 Company of Heroes 2 - als de officier
- 2011 Star Wars: The Old Republic - als stemmen
- 2011  The Secret of the Unicorn - als Sakharine
- 2011 The Witcher 2: Assassins of Kings - als Arthur Tailles
- 2011 Brink - als beveiliger
- 2011 Dragon Age II - als Sebastian Vael / Seneschal Bran / Fenarel
- 2011 Killzone 3 - als soldaat
- 2010 GoldenEye 007 - als Valentin Dmitrovich Zukovsky
- 2010 Fable III - als stem
- 2010 Xenoblade Chronicles - als Vangarre

- Bibliothèque nationale de France: cb14052029z (data)
- Gemeinsame Normdatei: 1126554715
- International Standard Name Identifier: 0000 0001 1436 6589
- Library of Congress Control Number: no2002077140
- Nationale Bibliotheek van Tsjechië: xx0185479
- Nationale Bibliotheek van Israël: 987011827702405171
- Nederlandse Thesaurus van Auteursnamen: 197767869
- Virtual International Authority File: 2139238
- WorldCat: E39PBJcBRj433KvxHvhr34PqQq